# Art Bell
Arthur William Bell III (17 de junio de 1945 - 13 de abril de 2018) fue un locutor y autor estadounidense. Fue el fundador y el anfitrión original del programa de radio de tema paranormal Coast to Coast AM. También creó y fue el anfitrión de su show compañero Dreamland.
Bell murió el 13 de abril de 2018, a la edad de 72 años, en su casa de Pahrump, Nevada, por complicaciones de una enfermedad pulmonar obstructiva crónica.

## Otros sitios web
- Official website

- Datos: Q4355602